# Helmandfloden

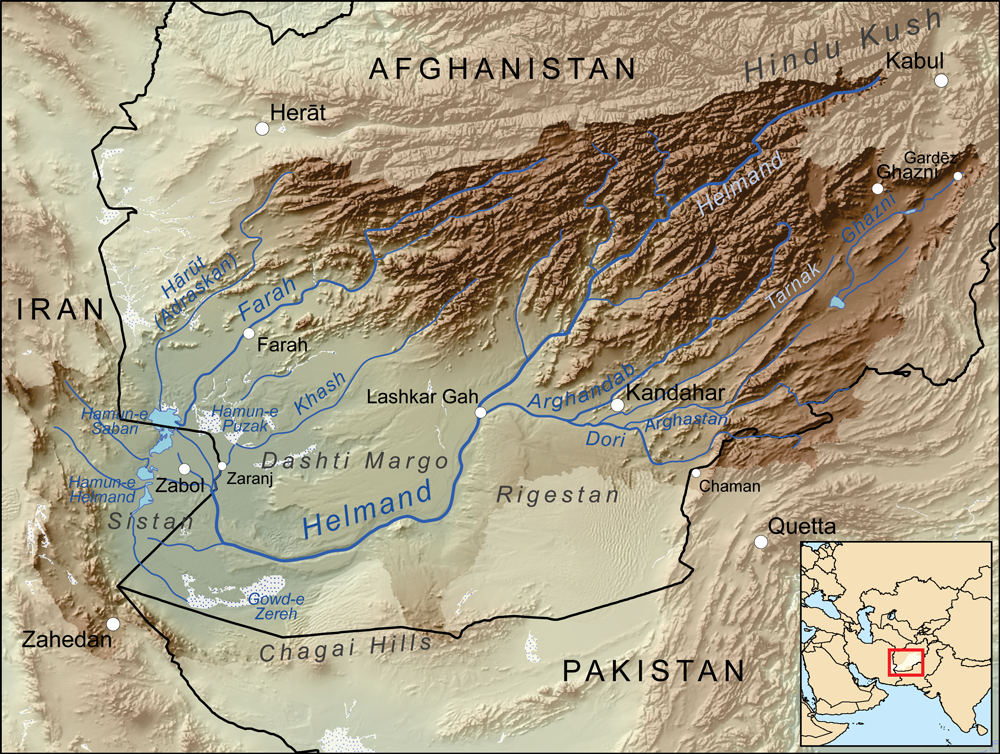
Helmandfloden och dess bifloder

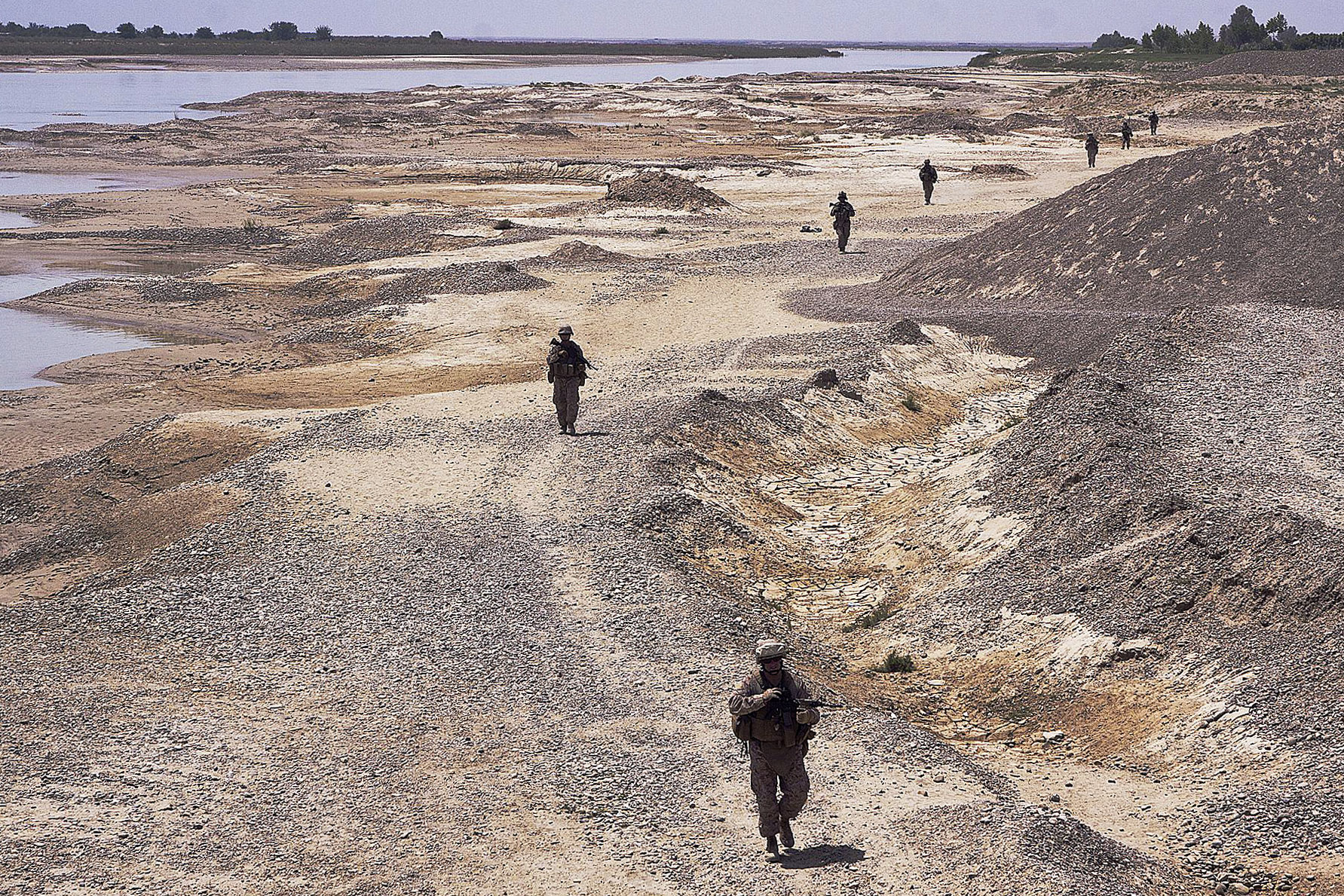
USA-soldater patrullerar utefter Helmandfloden. Garmsirdistriktet i Helmandprovinsen, 2011

Helmandfloden (persiska: هلمند, Helmand), även kallad Hirmandfloden (هیرمند, Hirmand), är Afghanistans största flod. Den rinner upp i Hindukush och utmynnar i Hamunsjön, ett sjö- och våtmarksområde i Sistanbäckenet som ligger i Afghanistans sydvästra del och delvis i Iran.
Gränsen mellan Iran och Afghanistan kring Helmandflodens nedre lopp har länge varit föremål för konflikt mellan länderna och fastställdes först 1935. En viktig del i konflikten var frågan om hur Helmandflodens vatten skulle delas mellan länderna, och den frågan har fortsatt att vara ett problem i relationen mellan länderna.
Uppgifterna nedan gäller en plats nära det delta som avslutar floden i Sistanbäckenet.
Trakten är ofruktbar med lite eller ingen växtlighet  och mycket glesbefolkad, med 2 invånare per kvadratkilometer.